# Ryan Harrison
Ryan Harrison (Shreveport, 7 maggio 1992) è un ex tennista statunitense.
L'11 giugno 2017 conquista a sorpresa il titolo di doppio al Roland Garros in coppia con Michael Venus, battono in finale Santiago González e Donald Young con il punteggio di 7–6(5), 6(4)–7, 6–3.
Il 10 gennaio 2024 ha annunciato il suo ritiro ufficiale dalle competizioni a causa di problemi di salute che ne hanno condizionato gli ultimi anni di carriera.

## Carriera

### Juniores
Grazie a una wild card per l'US Open nel 2007 disputa il suo primo torneo dello Slam da juniores uscendo al primo turno.
L'anno seguente perde in semifinale agli Australian Open, in aprile tocca la 7ª posizione del ranking di categoria, suo miglior piazzamento e riceve una wildcard per il tabellone di qualificazione dell'U.S. Men's Clay Court Championships di Houston, Texas. Qui batte i connazionali Phillip King e Alexander Reichel accedendo al tabellone principale e al tabellone principale sconfigge l'uruguaiano Pablo Cuevas, numero 95 del mondo diventando, a 15 anni, 11 mesi e 342 giorni, il terzo giocatore più giovane, dopo Richard Gasquet e Rafael Nadal a vincere un match in un torneo dell'ATP Tour, decimo sotto i sedici anni. Successivamente riceve altre wild card per le qualificazioni del Master di Cincinnati e dell'US Open, ma viene sempre eliminato al primo turno chiudendo l'anno alla 748ª posizione del ranking.

### 2009
Nei primi quattro mesi dell'anno non partecipa ad alcun torneo, perdendo tutti i punti acquisiti l'anno precedente e ritrovandosi, al momento del rientro a fine aprile, senza classifica.
Torna però subito competitivo raggiungendo i quarti di finale alla prima edizione del challenger di Sarasota recuperando 800 posizioni in una sola occasione. A giugno vince il suo primo future sconfiggendo in finale a Shingle Springs, California, il coetaneo Filip Krajinović.
Ad agosto supera le qualificazioni a Binghamton e viene nuovamente eliminato al primo turno di qualificazione sia agli US Open che a Cincinnati.
Tra la fine di settembre e l'inizio di ottobre colleziona, in tre settimane consecutive, una finale e un titolo a livello futures e la semifinale nel challenger di Natomas Men's Professional Tennis Tournament, scalando complessivamente 200 posizioni del ranking ed entrando nei primi quattrocento del mondo.

### 2010
Inizia l'anno guadagnandosi una wild card per il tabellone principale dell'Australian Open sconfiggendo Kuznetsov e Donald Young in due set e Jesse Levine in tre set. Al primo turno cede a Janko Tipsarević.
Entra con una wild card nel main draw di San Jose e supera le qualificazioni a Memphis e Delray Beach, senza mai passare un turno.
Torna alla vittoria in un torneo ATP all'ATP Masters 1000 di Indian Wells sconfiggendo in due set Taylor Dent per perdere al secondo turno contro Ivan Ljubičić.
Sfiorata la qualificazione al Roland Garros, grazie ai quarti di finale al 250 di Newport avvicina le prime 200 posizioni del ranking che raggiunge a inizio settembre quando supera le qualificazioni dell'US Open e al primo turno sconfigge il numero 17 del mondo e testa di serie numero 15 Ivan Ljubičić, nel successivo match contro il nº 36 del ranking Serhij Stachovs'kyj perde al tie-break del quinto set.
Due settimane dopo riceve la prima convocazione per la Coppa Davis, a ottobre raggiunge la sua prima finale in un Challenger a Tiburon e perde conttro il n.88 Tobias Kamke, mentre esce nei quarti a Calabasas.

### 2011
A inizio anno si qualifica per il tabellone principale di Brisbane ma viene facilmente sconfitto dallo svedese Robin Söderling, numero 5 del mondo, per 6-2, 6-4, due settimane dopo non sfrutta la wild card per l'Australian Open e viene subito battuto da Adrian Mannarino.
A fine mese vinse il suo primo challenger a Honolulu, entrando nelle prime 150 posizioni del ranking, raggiunge poi il terzo turno Dallas.
A Indian Wells sconfigge in successione Jérémy Chardy, la testa di serie n. 22 Guillermo García López e l'altro emergente Milos Raonic, arrivando fino al quarto turno.

## Statistiche

### Singolare

#### Vittorie (1)
| Legenda                  |
| Grande Slam (0)          |
| ATP Finals (0)           |
| ATP Tour Master 1000 (0) |
| ATP Tour 500 (0)         |
| ATP Tour 250 (1)         |

| Titoli per superficie |
| Cemento (1)           |
| Terra rossa (0)       |
| Erba (0)              |
| Sintetico (0)         |

| Numero | Data             | Torneo                | Superficie  | Avversario in finale | Punteggio |
| 1.     | 19 febbraio 2017 | Memphis Open, Memphis | Cemento (i) | Nikoloz Basilašvili  | 6–1, 6–4  |

#### Finali perse (3)
| Legenda                   |
| Grande Slam (0)           |
| ATP Finals (0)            |
| ATP Tour Masters 1000 (0) |
| ATP Tour 500 (0)          |
| ATP Tour 250 (3)          |

| Titoli per superficie |
| Cemento (3)           |
| Terra rossa (0)       |
| Erba (0)              |
| Sintetico (0)         |

| Numero | Data           | Torneo                           | Superficie | Avversario in finale | Punteggio      |
| 1.     | 30 luglio 2017 | Atlanta Open, Atlanta (1)        | Cemento    | John Isner           | 6(6)–7, 6(7)–7 |
| 2.     | 7 gennaio 2018 | Brisbane International, Brisbane | Cemento    | Nick Kyrgios         | 4–6, 2–6       |
| 3.     | 29 luglio 2018 | Atlanta Open, Atlanta (2)        | Cemento    | John Isner           | 7–5, 3–6, 4–6  |

### Doppio

#### Vittorie (4)
| Legenda                  |
| Grande Slam (1)          |
| ATP Finals (0)           |
| ATP Tour Master 1000 (0) |
| ATP Tour 500 (0)         |
| ATP Tour 250 (3)         |

| Titoli per superficie |
| Cemento (1)           |
| Terra rossa (2)       |
| Erba (1)              |
| Sintetico (0)         |

| Numero | Data           | Torneo                                     | Superficie  | Compagno      | Avversari in finale            | Punteggio           |
| 1.     | 10 luglio 2011 | Hall of Fame Tennis Championships, Newport | Erba        | Matthew Ebden | Johan Brunström Adil Shamasdin | 4–6, 6–3, [10–5]    |
| 2.     | 22 luglio 2012 | Atlanta Open, Atlanta                      | Cemento     | Matthew Ebden | Xavier Malisse Michael Russell | 6–3, 3–6, [10–6]    |
| 3.     | 7 maggio 2017  | Millennium Estoril Open, Cascais           | Terra rossa | Michael Venus | David Marrero Tommy Robredo    | 7–5, 6–2            |
| 4.     | 11 giugno 2017 | Open di Francia, Parigi                    | Terra rossa | Michael Venus | Santiago González Donald Young | 7–6(5), 6(4)–7, 6–3 |

#### Finali perse (3)
| Legenda                  |
| Grande Slam (0)          |
| ATP Finals (0)           |
| ATP Tour Master 1000 (0) |
| ATP Tour 500 (0)         |
| ATP Tour 250 (3)         |

| Titoli per superficie |
| Cemento (3)           |
| Terra rossa (0)       |
| Erba (0)              |
| Sintetico (0)         |

| Numero | Data             | Torneo                          | Superficie  | Compagno           | Avversari in finale                | Punteggio              |
| 1.     | 19 febbraio 2017 | Memphis Open, Memphis           | Cemento (i) | Steve Johnson      | Brian Baker Nikola Mektić          | 3–6, 4–6               |
| 2.     | 29 luglio 2018   | Atlanta Open, Atlanta           | Cemento     | Rajeev Ram         | Nicholas Monroe John-Patrick Smith | 6–3, 6(5)–7, [8–10]    |
| 3.     | 13 gennaio 2021  | Delray Beach Open, Delray Beach | Cemento     | Christian Harrison | Ariel Behar Gonzalo Escobar        | 7–6(5), 6(4)–7, [4–10] |

### Tornei minori

#### Singolare

##### Vittorie (1)
| Legenda tornei minori |
| Challenger (1)        |
| Futures (0)           |

| Numero | Data            | Torneo                                       | Superficie | Avversario in finale | Punteggio   |
| 1.     | 11 gennaio 2015 | Onkaparinga Challenger, Città di Onkaparinga | Cemento    | Marcos Baghdatis     | 7–6(8), 6–4 |

## Risultati in progressione
| Sigla | Risultato               |
| ----- | ----------------------- |
| V     | Vincitore               |
| F     | Finalista               |
| SF    | Semifinalista           |
| O     | Oro olimpico            |
| A     | Argento olimpico        |
| SF    | Bronzo olimpico         |
| QF    | Quarti di Finale        |
| 4T    | Quarto turno            |
| 3T    | Terzo turno             |
| 2T    | Secondo turno           |
| 1T    | Primo turno             |
| RR    | Round Robin             |
| LQ    | Turno di qualificazione |
| A     | Assente                 |
| ND    | Non disputato           |

| Legenda superfici    |
| -------------------- |
| Cemento              |
| Terra battuta        |
| Erba                 |
| Superficie variabile |

### Singolare
| Tornei Grande Slam         |     |               |               |               |     |               |               |               |     |               |               |               |       |
| Australian Open, Melbourne | A   | A             | 1T            | 1T            | 1T  | 2T            | 1T            | Q1            | 1T  | 2T            | 3T            | 2T            | 5–9   |
| Roland Garros, Parigi      | A   | A             | Q3            | 1T            | 1T  | 2T            | Q2            | A             | Q2  | 1T            | 1T            | Q1            | 1–5   |
| Wimbledon, Londra          | A   | A             | Q1            | 2T            | 2T  | 1T            | 1T            | Q1            | Q1  | 2T            | 2T            | A             | 4–6   |
| US Open, New York          | Q1  | Q1            | 2T            | 1T            | 2T  | 1T            | 1T            | 1T            | 3T  | 1T            | 1T            | Q1            | 4–9   |
| Vittorie–Sconfitte         | 0–0 | 0–0           | 1–2           | 1–4           | 2–4 | 2–4           | 0–3           | 0–1           | 2–2 | 2–4           | 3–4           | 1–1           | 14–29 |
| Nazionale                  |     |               |               |               |     |               |               |               |     |               |               |               |       |
| Giochi Olimpici            | A   | Non disputati | Non disputati | Non disputati | 1T  | Non disputati | Non disputati | Non disputati | A   | Non disputati | Non disputati | Non disputati | 0–1   |
| Vittorie–Sconfitte         | 0–0 | Non disputati | Non disputati | Non disputati | 0–1 | Non disputati | Non disputati | Non disputati | 0–0 | Non disputati | Non disputati | Non disputati | 0–1   |

### Doppio
| Tornei Grande Slam         |     |               |               |               |     |               |               |               |     |               |               |               |               |       |
| Australian Open, Melbourne | A   | A             | A             | A             | 1T  | 1T            | 1T            | A             | A   | A             | 1T            | SF            | A             | 4–5   |
| Roland Garros, Parigi      | A   | A             | A             | A             | QF  | A             | A             | A             | A   | V             | 1T            | A             | A             | 9–2   |
| Wimbledon, Londra          | A   | A             | A             | 1T            | 1T  | A             | 1T            | A             | A   | QF            | 1T            | A             | ND            | 3–5   |
| US Open, New York          | 1T  | 2T            | 2T            | A             | QF  | 2T            | A             | A             | 1T  | 1T            | 3T            | 1T            | 2T            | 9–10  |
| Vittorie–Sconfitte         | 0–1 | 1–1           | 1–1           | 0–1           | 6–4 | 1–2           | 0–2           | 0–0           | 0–1 | 9–2           | 2–4           | 4–2           | 1–1           | 25–22 |
| Torneo di Fine Anno        |     |               |               |               |     |               |               |               |     |               |               |               |               |       |
| ATP Finals, Londra         | A   | A             | A             | A             | A   | A             | A             | A             | A   | SF            | A             | A             | A             | 3–1   |
| Vittorie–Sconfitte         | 0–0 | 0–0           | 0–0           | 0–0           | 0–0 | 0–0           | 0–0           | 0–0           | 0–0 | 3–1           | 0–0           | 0–0           | 0–0           | 3–1   |
| Nazionale                  |     |               |               |               |     |               |               |               |     |               |               |               |               |       |
| Giochi Olimpici            | A   | Non disputati | Non disputati | Non disputati | A   | Non disputati | Non disputati | Non disputati | A   | Non disputati | Non disputati | Non disputati | Non disputati | 0–0   |
| Vittorie–Sconfitte         | 0–0 | Non disputati | Non disputati | Non disputati | 0–0 | Non disputati | Non disputati | Non disputati | 0–0 | Non disputati | Non disputati | Non disputati | Non disputati | 0–0   |

### Doppio misto
| Tornei Grande Slam         |               |               |               |               |     |               |               |               |     |               |               |               |               |     |               |               |     |
| Australian Open, Melbourne | A             | A             | A             | A             | A   | A             | A             | A             | A   | A             | A             | A             | A             | A   | A             | A             | 0–0 |
| Roland Garros, Parigi      | A             | A             | A             | A             | A   | A             | A             | A             | A   | A             | A             | A             | ND            | A   | A             | A             | 0–0 |
| Wimbledon, Londra          | A             | A             | A             | A             | A   | A             | A             | A             | A   | A             | A             | A             | ND            | A   | A             | A             | 0–0 |
| US Open, New York          | A             | A             | 2T            | A             | A   | A             | A             | 1T            | 1T  | A             | A             | 1T            | ND            | A   | A             | 1T            | 1–5 |
| Vittorie–Sconfitte         | 0–0           | 0–0           | 1–1           | 0–0           | 0–0 | 0–0           | 0–0           | 0–1           | 0–1 | 0–0           | 0–0           | 0–1           | 0–0           | 0–0 | 0–0           | 0–1           | 1–5 |
| Nazionale                  |               |               |               |               |     |               |               |               |     |               |               |               |               |     |               |               |     |
| Giochi Olimpici            | Non disputati | Non disputati | Non disputati | Non disputati | A   | Non disputati | Non disputati | Non disputati | A   | Non disputati | Non disputati | Non disputati | Non disputati | A   | Non disputati | Non disputati | 0–0 |
| Vittorie–Sconfitte         | Non disputati | Non disputati | Non disputati | Non disputati | 0–0 | Non disputati | Non disputati | Non disputati | 0–0 | Non disputati | Non disputati | Non disputati | Non disputati | 0–0 | Non disputati | Non disputati | 0–0 |